# Poetini Atompai
Poetini Atompai, officieel Mielando Atompai (Paramaribo, 21 januari 1991), is een Surinaams politiefunctionaris, vakbonds- en sportbestuurder en politicus.

## Achtergrond
Mielando Atompai groeide op in de getto van Hanna's Lust in Wanica, ten zuiden van Paramaribo en ten noorden van Lelydorp.

### Werk
Hij werkte van 2011 tot 2025 bij het Korps Politie Suriname, eerst als opsporingsambtenaar en vanaf 2020 als inspecteur.
Naast zijn fulltime baan bij de politie heeft hij een vastgoedbedrijf, genaamd Akvariet I Bergen NV, en beschikt hij met Raoul Hellings en Sergio Gentle over verschillende stichtingen.

### Studie
Daarnaast studeerde hij rechten aan de Anton de Kom Universiteit van Suriname. Hij behaalde in 2015 zijn bachelor en in 2019 zijn master. Hij wilde in 2016 deelnemen aan de studentenverkiezingen, maar werd geweigerd. Een rechtszaak die hij hierover aanspande, verloor hij. Wel trad hij later dat jaar op als woordvoerder van de masterstudenten rechten.

## Politiebondbestuur en controverses

### Strijd om bestuur Surinaamse Politiebond
Met Sergio Gentle en Raoul Hellings vormde hij in 2016 een groep binnen de Surinaamse Politiebond (SPB) met de naam Vernieuwingsbeweging. Ze wilden het bestuur onder leiding van Robby Ramjiawan afzetten. Tijdens een vergadering op 12 april 2016 hadden ze een groep sympathisanten gemobiliseerd om een motie van afkeuring tegen de voorzitter te steunen. Het zittende bestuur weigerde echter de motie in stemming te brengen, en werd hier kort voor de vergadering van 17 mei in het gelijk gesteld door de kantonrechter. De afzettingspoging ging gepaard met grove aantijgingen tegen de zittende voorzitter, die hierom een rechtszaak tegen het drietal aanspande. De kantonrechter verklaarde op 15 juli de vordering van de Vernieuwingsbeweging niet ontvankelijk.  Op 18 juli slaagden ze uiteindelijk erin om het bestuur van de bond af te zetten. Op 27 juli volgde de formele overdracht, waarbij Atompai aantrad als secretaris, Hellings als voorzitter en Gentle als penningmeester.
Op 17 juli 2021 werd Atompai gekozen tot voorzitter van de SPB; Hellings had zich niet verkiesbaar gesteld. Revelino Eijk werd gekozen tot secretaris en Marjorie Peer tot penningmeester.

### Meer botsingen
In januari 2019 kwam hij openlijk in botsing met de schoolleiding van zijn zoon, waarna de schoolleider hem laf en een leugenaar noemde. Het voorval werd gesust en drie dagen later afgesloten met een gezamenlijke verklaring in Starnieuws.
In 2019 deden Atompai, Hellings en Gentle grove uitspraken over procureur-generaal Roy Baidjnath Panday en het Openbaar Ministerie, toen die drie politiemannen in verzekering hadden gesteld na een voetbalincident. De uitlatingen waren van dien aard, dat Hellings en Gentle uit hun functie van hulpofficier van justitie werden gezet.

### Uitdelen van geld in discotheek
In oktober 2021 leidde Atompai de delegatie van de SPB tijdens een werkbezoek bij de Nederlandse Politiebond (NPB). De relatie was ervoor bekoeld geweest, nadat een gift van 150.000 euro van de NPB voor een nieuw bondsgebouw in 2003 niet door de SPB verantwoord kon worden. Tijdens het vorige bestuur was de relatie pas weer hersteld. Tijdens zijn bezoek veroorzaakte hij een rel door in een discotheek in Antwerpen 1.000 euro aan bankbiljetten van 50 euro uit te delen aan een straatrapper die projecten leidt van kansarme jongeren. Een video ging hiervan rond op Facebook. Hij reageerde via een post met verontschuldigingen.

## Sportbestuurder en voetballer
Atompai werd in 2017 gekozen tot voorzitter van de Politie Voetbalbond (SVB). Daarnaast was hij van 2018 tot 2021 ondervoorzitter van het Politie Sport Centrum.

### Tuchtcollege
Als speler van de Politie Voetbal Vrienden (PVV) tegen Inter Moengotapoe schreeuwde hij in 2018 tegen de arbitrage: "Un no musu gi den dagu dringi" ("We moeten de honden [jullie] geen drinken geven"); en tegen de scheidsrechter: "If mi no fon yu, mo pai wan man fu fon yu" ("Als ik je niet sla, betaal ik iemand om je te slaan"). In februari 2018 werd hij hiervoor door het Tuchtcollege van de Surinaamse Voetbalbond (SVB) onder leiding van Keshopersad Gangaram Panday veroordeeld tot een stadionverbod van twee maanden en een geldboete van 300 SRD. Atompai reageerde dat hij het verbod tijdens de wedstrijd 's avonds zou negeren en de scheidsrechter een klap zou geven. Ook andere voetballers kregen straf. Voormalig SPB-voorzitter Ramdjiawan reageerde: "Jammer dat deze jonge agenten zich zo laten gaan." Psycholoog Luciën Naarden noemde hem een ongeleid projectiel en maakte zich zorgen over de voorbeeldfunctie van de politie: "Burgers kunnen dan makkelijker over verboden drempels heen."

### Steun Natio Oema en opstand SVB-ledenvergadering
In 2022 riepen de speelsters van het Surinaams vrouwenvoetbalelftal (Natio Oema) John Krishnadath op om op te stappen als SVB-voorzitter, omdat het bestuur onvoldoende plekken had geregeld in het vliegtuig van Puerto Rico naar Miami. Vijf speelsters bleven daardoor zonder begeleiding achter op het vliegveld, terwijl teammanager Haroen Thakoerdien en bestuurslid Bidjai Mankoe wel aan boord van het vliegtuig waren gegaan. Uit kostenoverwegingen waren bovendien een benodigde keeperstrainer en een fysiotherapeut niet meegekomen.
Enkele weken later werd onder aanvoering van Atompai het vertrouwen in het SVB-bestuur opgezegd met een stemming van 26 voor en 21 tegen . Het bestuur weigerde echter op te stappen. In november 2022 verloor Atompai de rechtszaken die hij tegen het bestuur had aangespannen.

## Geweldsslachtoffer
Atompai werd meermaals slachtoffer van een geweldsincident. In mei 2016 werd zijn woning en inboedel door brandstichting geheel verwoest. Dit was ten tijde van de strijd om het bestuur van de SPB. In april 2025 werden hij en de zanger Jackson Blai slachtoffer in een fastfoodrestaurant toen daar een gewapende roofoverval plaatsvond. Hierbij werd zijn tas geroofd met een inhoud van 20.000 SRD, 13.000 US$, 50.000 euro en zijn mobiele telefoon. Hij verklaarde dit geld bij zich te hebben gehad omwille van zijn vastgoedbedrijf.

## Politiek
In december 2023 sloot Atompai zich aan bij de Nationale Partij Suriname (NPS). Dezelfde stap werd ook gemaakt door Raoul Hellings. Zij werden in juni 2024 aan de achterban van de NPS gepresenteerd tijdens een wijkvergadering in Pontbuiten. Hun komst werd niet door iedereen verwelkomt, zoals door de prominente NPS'er Wim Bakker. Hij vergeleek hen met parachutisten en avonturiers die nog niet eerder iets voor de NPS hadden betekend en geen kadertraining hadden gevolgd. Drie maanden voor de verkiezingen, op 25 maart 2025, werden hij en andere ambtenaren vrijgesteld van overheidsdienst. Op 26 juni 2025 trad hij terug als voorzitter van de SPB; Revelino Eijk nam zijn taken over.
Tijdens de verkiezingen van 2025 kwam Atompai uit op plaats 8 van de NPS-lijst en werd met meer dan 6400 stemmen rechtstreeks verkozen tot lid van De Nationale Assemblée.

## Onderscheiding
Atompai ontving op 1 oktober 2020 een gouden eremedaille in de Ereorde van de Gele Ster.